# Avril 1908

## Événements
- 2 avril, France : première publication du quotidien économique Les Échos.
- 8 avril : début du ministère libéral d'Herbert Asquith, Premier ministre du Royaume-Uni (fin en 1915).
- 11 avril : Delagrange bat les records de distance (3 925 mètres) et de temps de vol (6 minutes et 30 secondes) sur son « Voisin ».
- 13 avril, France : promulgation de la loi sur la dévolution des biens de l’Église dont le texte a été amendé.
- 19 avril : loi allemande dictant le régime des associations en Alsace et en Moselle.
- 30 avril : premier vol en avion en Grande-Bretagne par un pilote britannique : Moore Brabazon, sur un « Delagrange-Farman ».

## Naissances
- 2 avril :
  - Buddy Ebsen, acteur, chanteur, producteur et compositeur américain († 6 juillet 2003).
  - Elena Skuin, peintre russe († 12 février 1986).
- 4 avril : Antony Tudor, danseur et chorégraphe britannique († 19 avril 1987).
- 5 avril : Herbert von Karajan, chef d'orchestre allemand  († 16 juillet 1989).
- 7 avril : Percy Faith, chef d'orchestre († 9 février 1976).
- 9 avril : Victor Vasarely, peintre français d'origine hongroise († 15 mars 1997).
- 12 avril : Carlos Lleras Restrepo, président de la République de Colombie de 1966 à 1970 († 27 septembre 1994).
- 16 avril : Ray Ventura, chef d'orchestre français († 29 mars 1979).
- 24 avril: Józef Gosławski, sculpteur et médailleur polonais († 23 janvier 1963).
- 28 avril : Oskar Schindler, industriel tchécoslovaque qui obtint le titre de Juste parmi les nations († 9 octobre 1974).

## Décès
- 4 avril : Charles Busson, peintre français (° 15 juillet 1822).